# Money in the Bank 2025
Money in the Bank 2025 è stata la sedicesima edizione dell'omonimo premium live event prodotto dalla WWE. L'evento si è svolto il 7 giugno 2025 all'Intuit Dome di Inglewood in California ed è stato trasmesso su Peacock negli Stati Uniti, su Netflix in tutti i paesi in cui è disponibile il servizio e sul WWE Network nei restanti paesi.
L'evento, annunciato il 20 aprile 2025, è tornato a svolgersi negli Stati Uniti dopo che le due precedenti si svolsero in Inghilterra e Canada. Inoltre, nella stessa giornata al Kia Forum si è svolto Worlds Collide prodotto da NXT in collaborazione con Lucha Libre AAA Worldwide, acquistata da TKO Group Holdings lo scorso aprile.

## Storyline

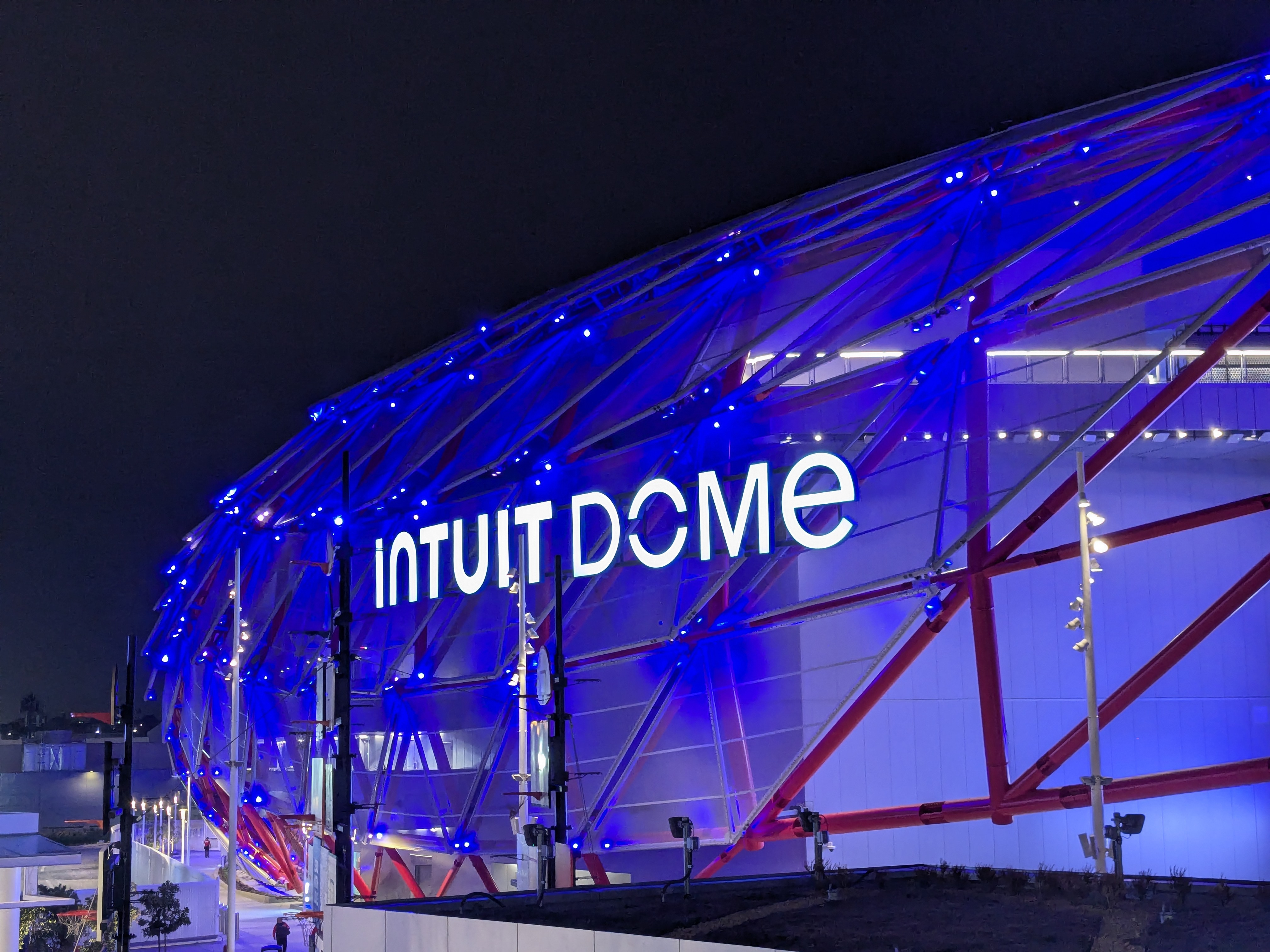
Immagine dell'Intuit Dome, sede dell'evento.

Come ogni anno, si tengono il Money in the Bank Ladder match ed il Women's Money in the Bank Ladder match, i cui vincitori che staccheranno la valigetta avranno la possibilità di sfidare qualunque campione della federazione in qualsiasi momento entro i dodici mesi successivi.
Gli incontri di qualificazione al match maschile iniziarono a SmackDown il 16 maggio tramite una serie di sei triple threat match, tre per ciascun roster. Solo Sikoa è stato il primo wrestler a riuscire a qualificarsi per la contesa battendo Rey Fénix e Jimmy Uso. La settimana successiva, LA Knight sconfisse Aleister Black e Shinsuke Nakamura diventando il secondo qualificato per l'incontro. Pochi giorni più tardi a Raw riuscirono a qualificarsi Penta e Seth Rollins con il luchador che ebbe la meglio su Chad Gable e Dragon Lee mentre Rollins su Sami Zayn e Finn Bálor. La stessa settimana a SmackDown, Andrade sconfisse Carmelo Hayes ed il WWE United States Champion Jacob Fatu, assicurandosi l'ultimo posto disponibile per il suo roster. Il 2 giugno a Raw, El Grande Americano riuscì a staccare l'ultimo biglietto disponibile per l'incontro sconfiggendo AJ Styles e CM Punk.
Per il match femminile, gli incontri di qualificazione iniziarono come per la contesa maschile il 16 maggio con lo stesso sistema di qualificazione. Il primo incontro fu vinto da Alexa Bliss, vincitrice dell'edizione 2018, che ebbe la meglio su Chelsea Green e Michin. Tre giorni più tardi a Raw, la debuttante Roxanne Perez si qualificò sconfiggendo Becky Lynch e Natalya insieme a Rhea Ripley che si riuscì ad imporsi su Kairi Sane e Zoey Stark. La stessa settimana a SmackDown fu Giulia, anche lei appena promossa nel main roster, a riuscire ad assicurarsi un posto nella contesa battendo Charlotte Flair e la WWE Women's United States Champion Zelina Vega. Sette giorni dopo fu il turno di Naomi che sconfisse Jade Cargill e Nia Jax ottenendo la qualificazione all'incontro. L'ultima qualificata è stata Stephanie Vaquer, anch'essa neo-promossa a Raw, che nella puntata del 2 giugno ebbe la meglio su Ivy Nile e la WWE Women's Tag Team Champion Liv Morgan.
La sera dopo WrestleMania 41, a Raw si tenne una rivincita per i WWE Women's Tag Team Championship tra le nuove campionesse Becky Lynch e Lyra Valkyria contrapposte a Liv Morgan e Raquel Rodriguez con quest'ultime che si ripresero le cinture. Dopo l'incontro la Lynch tentò di rincuorare la compagna salvo poi colpirla con ben tre Manhandle slam effettuando un turn heel. A Backlash, Valkyria difese con successo il suo WWE Women's Intercontinental Championship dagli attacchi di Lynch che, tuttavia, attaccò nuovamente la rivale dopo l'incontro. Nella puntata di Raw del 19 maggio, Lynch partecipò all'incontro di qualificazione per il match per la valigetta femminile ma Valkyria la interruppe al momento del possibile schienamento vincente, attaccandolo e costandole la contesa. La settimana successiva le due tennero un promo con la contendente che ottenne una rivincita a Money in the Bank e nel caso di difesa della cintura la Lynch non avrebbe mai più affrontato la rivale per il titolo ma in caso di sua vittoria Valkyria avrebbe dovuto alzarle il braccio.
Nell'incontro di apertura di Worlds Collide, svolto qualche ora prima dell'evento, il Latino World Order venne sconfitto da Aero Star, Mr. Iguana e Octagón Jr. con quest'ultimo che dopo l'incontro venne deriso dal WWE Intercontinental Champion Dominik Mysterio, presente a bordo ring insieme a Liv Morgan, per essere un fan di suo padre, Rey Mysterio. Successivamente scoppiò una rissa tra i due che, tornati sul ring, vennero divisi dai corrispettivi compagni e dagli arbitri, con il campione in carica che lanciò una sfida titolata ad Octagón Jr. solamente poche ore dopo a Money in the Bank.
A Saturday Night's Main Event XXXIX, il WWE Champion John Cena sconfisse R-Truth in una sfida non titolata mentre nel main event si affrontarono Jey Uso e Logan Paul per il World Heavyweight Championship e al momento dello schienamento decisivo, dopo un Uso Spalsh del campione, Cena si presentò per interrompere il conteggio mettendo fuori gioco l'arbitro ed attaccando Uso. A pareggiare le forze in campo ci pensò Cody Rhodes che tornò per la prima volta da WrestleMania 41 dove uscì sconfitto dopo aver perso il titolo contro Cena. Rhodes colpì il rivale con la sua Cross Rhodes e riuscì successivamente a schivare il colpo con il tirapugni da parte di Paul che venne messo al tappeto dalla Spear di Jey Uso che mantenne il titolo. Dopo l'incontro l'American Nightmare prese in mano il microfono lanciando la sfida insieme a Jey Uso versi Cena e Paul per Money in the Bank in un tag team match.

## Risultati
| # | Match                                                                                 | Stipulazioni                                                  | Durata |
| - | ------------------------------------------------------------------------------------- | ------------------------------------------------------------- | ------ |
| 1 | Naomi ha sconfitto Alexa Bliss, Giulia, Rhea Ripley, Roxanne Perez e Stephanie Vaquer | Women's Money in the Bank Ladder match                        | 25:15  |
| 2 | Dominik Mysterio (c) ha sconfitto Octagón Jr.                                         | Single match per il WWE Intercontinental Championship         | 4:55   |
| 3 | Becky Lynch ha sconfitto Lyra Valkyria (c)                                            | Single match per il WWE Women's Intercontinental Championship | 15:20  |
| 4 | Seth Rollins ha sconfitto Andrade, El Grande Americano, LA Knight, Penta e Solo Sikoa | Money in the bank ladder match                                | 33:35  |
| 5 | Cody Rhodes e Jey Uso hanno sconfitto John Cena e Logan Paul                          | Tag team match                                                | 23:45  |